# Passi
Passi es una ciudad filipina de la provincia de Iloílo. Según el censo de 2000, tiene 69 601 habitantes en 12 893 casas.

## Barangayes
Passi se divide administrativamente a 51 barangayes.
| - Agdahon - Agdayao - Aglalana - Agtabo - Agtambo - Alimono - Arac - Ayuyan - Bacuranan - Bagacay - Batu - Bayan - Bitaogan - Buenavista - Buyo - Cabunga - Cadilang | - Cairohan - Dalicanan - Gemat-y - Gemumua-agahon - Gegachac - Gines Viejo - Imbang Grande - Jaguimitan - Libo-o - Maasin - Magdungao - Malag-it Grande - Malag-it Pequeño - Mambiranan Grande - Mambiranan Pequeño - Man-it - Mantulang | - Mulapula - Nueva Unión - Pangi - Pagaypay - Población Ilawod - Población Ilaya - Punong - Quinagaringan Grande - Quinagaringan Pequeño - Sablogon - Salngan - Santo Tomás - Sarapan - Tagubong - Talongonan - Tubod - Tuburan |

- Datos: Q1855693
- Multimedia: Passi, Iloilo / Q1855693

1. ↑  Worldpostalcodes.org, código postal n.º 5037.